# Navaden dan
Navaden dan je šesti studijski album slovenske novovalovske skupine Avtomobili. Izšel je leta 1997 pri ZKP RTV Slovenija.

## Seznam pesmi
Vso glasbo je napisal Mirko Vuksanović, vsa besedila pa Marko Vuksanović.
1. "Navaden dan" – 3:47
2. "Kam si namenjena" – 3:02
3. "Takšna si ti" – 4:10
4. "Pokliči me" – 3:31
5. "Že kot otrok" – 3:27
6. "Hočem biti s tabo" – 3:28
7. "Kdo ti je povedal" – 3:26
8. "Kaj je novega" – 3:33
9. "Misliš samo nase" – 3:04
10. "Potujeva" – 3:56

## Zasedba
Avtomobili
- Marko Vuksanović — glavni vokal, spremljevalni vokal, bas kitara
- Mirko Vuksanović — klaviature
- Alan Jakin — kitara
- Lucijan Kodermac — bobni, tolkala, konge

Gostujoči glasbeniki
- Barbara Sinigoj — spremljevalni vokal (2)
- Miran Rudan — spremljevalni vokal (2)
- Boštjan Trampuž — spremljevalni vokal (1, 4–10)
- Franc Čelik — spremljevalni vokal (1, 4–10)
- David Šuligoj — orglice (1, 4, 6), spremljevalni vokal (2, 3, 5, 6, 9)
- Silvij Brosche — klarinet (3), flavta (5)